# Estadio Ala de la Paz de Hiroshima
El Edion Peace Wing Hiroshima (en japonés: エディオンピースウイング広島 EDION Pisu Uingu Hiroshima) (en español: Estadio Ala de la Paz de Hiroshima) es un estadio de fútbol ubicado en la ciudad de Hiroshima y que actualmente es la sede de los equipos Sanfrecce Hiroshima de la J1 League y del Sanfrecce Hiroshima Regina de la Women Empowerment League.
La empresa minorista de productos electrónicos EDION Corporation adquirió los derechos de denominación por una tarifa de ¥100 millones por año. El acuerdo tiene una duración de 10 años, comenzando el 1 de febrero de 2024 y terminando el 31 de enero de 2034.

## Historia
El Sanfrecce Hiroshima estuvo jugando sus partidos de local en el estadio multiusos Hiroshima Big Arch desde 1992, pero tenían ideas para jugar en un nuevo estadio exclusivo para fútbol, que se pensaba iba a iniciar su construcción a inicios de los años 2000. En febrero de 2003 el entonces alcalde Tadatoshi Akiba prometió la construcción del estadio, pero no se habían iniciado las obras.
Como consecuencia del éxito del club en los años 2010 donde fue campeón de la J1 League en 2012, 2013 y 2015, se volvieron a hacer planes para construir el nuevo estadio. En agosto de 2012 el Sanfrecce Hiroshima y su grupo de aficionados solicitaron a la prefectura de Hiroshima y a la ciudad de Hiroshima la construcción de un nuevo estadio. En enero de 2013 alrededor de 370,000 personas firmaron la petición para apoyar la causa.
En septiembre de 2013 se analizó una lista con nueve locaciones para construir el nuevo estadio, la cual estuvo bajo la revisión de un comité:
1. Central Park Freedom/Lawn Square (Naka Ward)
2. El anterior Hiroshima Municipal Stadium en Naka Ward
3. Hiroshima Minato Park (Minami Ward)
4. Dejima Higashi n.º 2, un área abierta de almacenamiento (Minami Ward)
5. La base aérea Nishi en (Nishi Ward)
6. Prefectural General Ground (Nishi Ward)
7. Hiroshima Regional Park (Asaminami Ward)
8. Itsukaichi Landfill (Saeki Ward)
9. Sitio de ferias y convenciones en Minami Ward

En marzo de 2016 el Sanfrecce Hiroshima anunció su propio plan para la construcción de su nuevo estadio, en el lugar donde estaba el Hiroshima Municipal Stadium, pero la ciudad de Hiroshima y el club terminaron reconsiderando la idea. En febrero de 2019 se decidió construir el estadio en el parque central, cerca del A-Bomb Dome y junto al Hiroshima Castle.

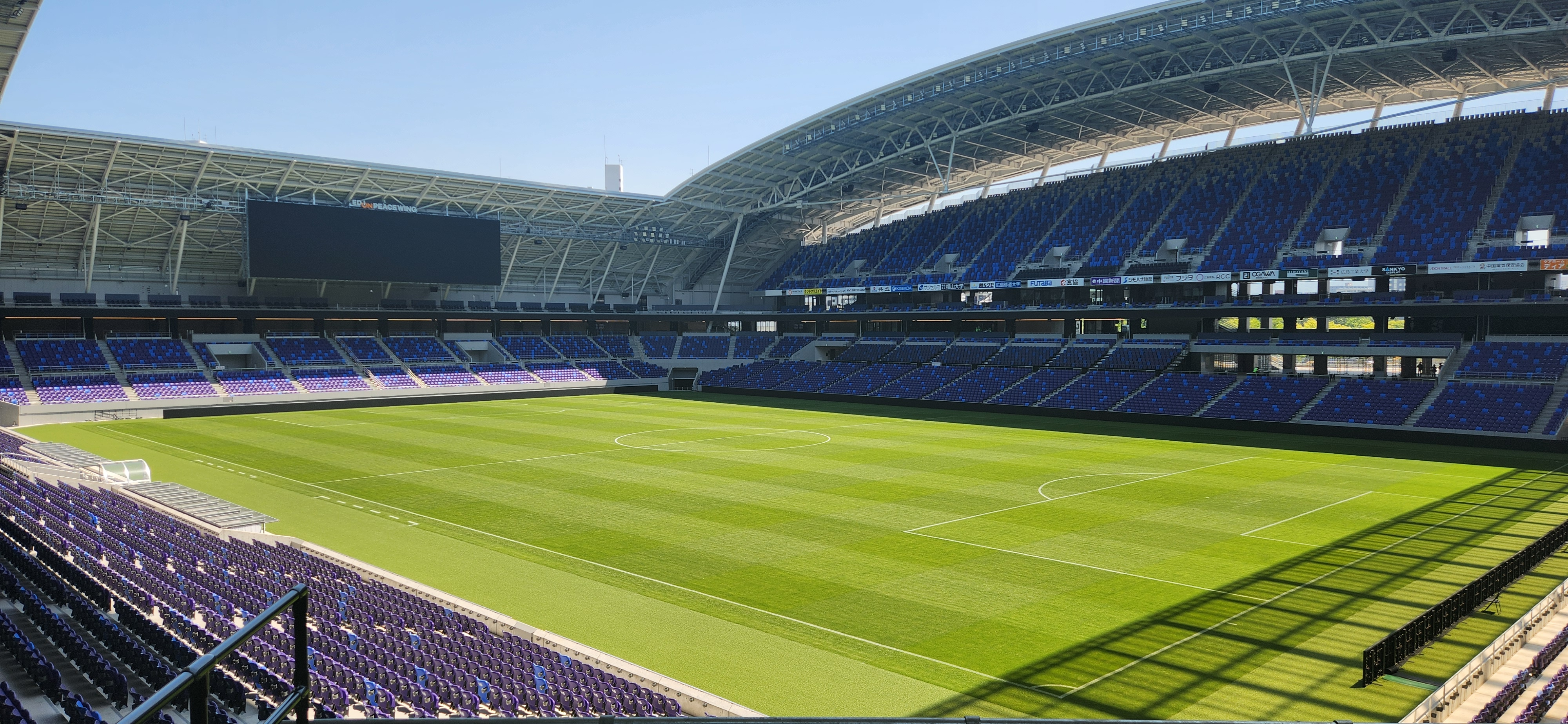
Interior del estadio.

En marzo de 2021 un consorcio compuesto por ocho entidades liderado por Taisei Corporation fueron los contratistas de la obra que inició en febrero de 2022. El estadio fue inaugurado oficialmente el 1 de febrero de 2024 con una ceremonia. El costo de la construcción fue de aproximadamente ¥27.1 billones.
El primer partido de fútbol que se jugó en el estadio fue un partido amistoso entre el local Sanfrecce Hiroshima contra el Gamba Osaka el 10 de febrero de 2024 donde perdió Sanfrecce por 1–2. El primer partido oficial se jugó el 23 de febrero de 2024 ante el Urawa Red Diamonds con victoria para los locales por 2–0, donde Yuki Ohashi anotó el primer gol en el nuevo estadio. El Sanfrecce Hiroshima Regina jugó su primer partido de local en el nuevo estadio el 3 de marzo de 2024 en una derrota por 1-2 ante el Albirex Niigata Ladies. Al partido asistieron 4,600 espectadores, la mayor cantidad de aficionados para un partido del Regina en su historia.